# Gliese 876 b

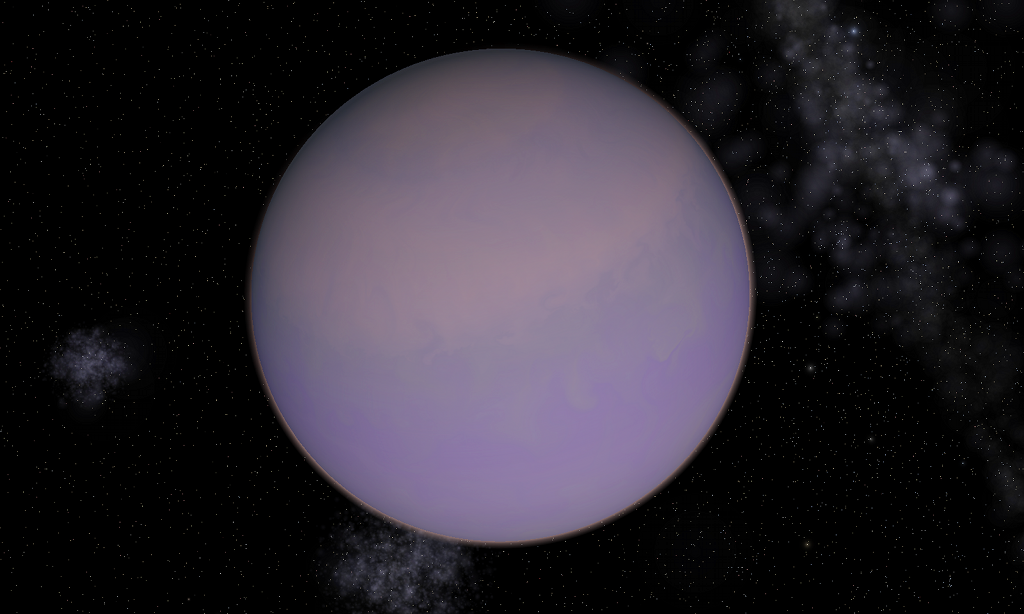
Impressão artística de Gliese 876 b.

Gliese 876 b é um planeta extrassolar orbitando a estrela anã vermelha Gliese 876. Ele completa uma órbita em, aproximadamente, 61 dias. Descoberto em junho de 1998, Gliese 876 b foi o primeiro planeta a ser descoberto orbitando uma anã vermelha.

## Descoberta
Gliese 876 b foi descoberto independentemente por duas equipes diferentes, uma liderada por Geoffrey Marcy (nos observatórios Keck e Lick) e a outra por Xavier Delfosse (no observatório de Genebra). Como a maioria dos exoplanetas conhecidos, ele foi descoberto pela detecção de variações na velocidade radial da estrela como um resultado da gravidade do planeta. Isso foi feito através de medidas sensíveis do efeito Doppler das linhas espectrais de Gliese 876. Ele foi o primeiro planeta descoberto de quatro conhecidos no sistema Gliese 876.

## Órbita e massa
Gliese 876 b está em 1:2:4 na ressonância Laplace com o planeta interior Gliese 876 c e com o planeta exterior Gliese 876 e: enquanto o planeta e completa uma órbita, o planeta b completa duas e o planeta c completa quatro. Esse é o segundo exemplo conhecido de uma ressonância Laplace. O primeiro foram os satélites de Júpiter Io, Europa e Ganimedes. Como um resultado, os elementos orbitais dos planetas mudam rapidamente à medida que eles dinamicamente interagem um com o outro. A órbita do planeta tem uma baixa excentricidade, parecida com a dos planetas do nosso sistema solar. O eixo semimaior de sua órbita tem apenas 0.208 UA, menor que o de Mercúrio no nosso sistema solar. Contudo, Gliese 876 é uma estrela fraca que coloca Gliese 876 b na parte exterior da zona habitável.
Uma limitação do método de velocidade radial usado para detectar Gliese 876 b é que somente um limite inferior da massa do planeta pode ser obtido. Esse limite inferior é por volta de 1.93 vezes a massa de Júpiter. A verdadeira massa depende da inclinação da órbita que, em geral, é desconhecida. Contudo, como Gliese 876 está a apenas 15 anos-luz da Terra, está disponível o uso de um dos Sensores de Orientação Fina no Telescópio Espacial Hubble para detectar a oscilação astrométrica criada por Gliese 876 b. Isso constituiu a primeira detecção astrométrica não-ambígua de um planeta extrassolar. Suas análises sugeriram que a inclinação orbital é aproximadamente 84º. No caso de Gliese 876 b, modelando a interação planeta-planeta através da ressonância Laplace, mostram que a atual inclinação da órbita é 59º, resultando em uma verdadeira massa de 2.2756 vezes a massa de Júpiter.

## Características físicas
Dada a alta massa do planeta, é provável que Gliese 876 b seja um gigante gasoso sem uma superfície sólida. Desde que o planeta foi somente detectado indiretamente através de seus efeitos gravitacionais na estrela, propriedades como seu raio, composição e temperatura são desconhecidos. Assumindo a composição similar de Júpiter e um meio ambiente perto de um equilíbrio químico, é previsível que a atmosfera de Gliese 876 b não contém nuvens, porém regiões mais frias do planeta podem ser capazes de formar nuvens de água.
Gliese 876 b se situa dentro da zona habitável de Gliese 876 b como definido pela capacidade da massa da Terra de reter água líquida na sua superfície. Enquanto as perspectivas de vida nos gigantes gasosos é desconhecida, grandes luas podem ser capazes de sustentar um meio ambiente habitável. Modelos de interações gravitacionais com uma hipotética lua, o planeta e a estrela sugerem que grandes luas podem ser capazes de sobreviver na órbita de Gliese 876 b pelo tempo de vida do sistema. Por outro lado, não é claro se tais luas possam ser formadas no primeiro local.